# Condado de King and Queen
El condado de King and Queen (en inglés: King and Queen County), fundado en 1691, es uno de 95 condados del estado estadounidense de Virginia. En el año 2000, el condado tenía una población de 6,630 habitantes y una densidad poblacional de 8 personas por km². La sede del condado es King and Queen Court House.

## Geografía
Según la Oficina del Censo, el condado tiene un área total de 844 km² (325,9 mi²), de la cual 818 km² (315,8 mi²) es tierra y 26 km² (10,0 mi²) (3.08%) es agua.

### Condados adyacentes
- Condado de Caroline (norte)
- Condado de Essex (noreste)
- Condado de Middlesex (este)
- Condado de Gloucester (sureste)
- Condado de James City (sur)
- Condado de New Kent (suroeste)
- Condado de King William (oeste)

## Demografía
Según la Oficina del Censo en 2000, los ingresos medios por hogar en el condado eran de $35,941, y los ingresos medios por familia eran $40,563. Los hombres tenían unos ingresos medios de $33,217 frente a los $21,753 para las mujeres. La renta per cápita para el condado era de $17,236. Alrededor del 7.80% de la población estaban por debajo del umbral de pobreza.

## Localidades
- King and Queen Court House
- Newtown
- St. Stephen's Church
- Shacklefords